# Lean Into It
Albums de Mr. Big
Raw Like Sushi
(1990) Mr. Big Live
(1992)
Lean Into It est le deuxième album du groupe Mr. Big. Il a été enregistré en 1990 et sorti en avril 1991. Sa pochette fait référence à l'accident ferroviaire de la gare Montparnasse.

## Liste des titres
- Album original CD1 :

| No  | Titre                                                       | Durée |
| --- | ----------------------------------------------------------- | ----- |
| 1.  | Daddy, Brother, Lover, Little Boy (The Electric Drill Song) | 3:54  |
| 2.  | Alive and Kickin'                                           | 5:28  |
| 3.  | Green-Tinted Sixties Mind                                   | 3:30  |
| 4.  | CDFF-Lucky This Time                                        | 4:10  |
| 5.  | Voodoo Kiss                                                 | 4:07  |
| 6.  | Never Say Never                                             | 3:48  |
| 7.  | Just Take My Heart                                          | 4:21  |
| 8.  | My Kinda Woman                                              | 4:09  |
| 9.  | A Little Too Loose                                          | 5:21  |
| 10. | Road to Ruin                                                | 3:54  |
| 11. | To Be with You                                              | 3:27  |

- Album bonus CD2 - Réédition 2021 30ème anniversaire :

| No  | Titre                                                                              | Durée |
| --- | ---------------------------------------------------------------------------------- | ----- |
| 1.  | Stop Messing Around                                                                |       |
| 2.  | Wild Wild Women                                                                    |       |
| 3.  | Just Take My Heart (Acoustic)                                                      | 3:49  |
| 4.  | Shadows                                                                            | 3:42  |
| 5.  | Strike Like Lighting                                                               |       |
| 6.  | Love Makes Your Strong                                                             |       |
| 7.  | Alive and Kickin’ (Early Version)                                                  |       |
| 8.  | Green-Tinted Sixties Mind (Early Version)                                          |       |
| 9.  | To Be With You (Reggae Version)                                                    |       |
| 10. | Daddy, Brother, Lover, Little Boy (The Electric Drill Song) (Minus Guitar Version) |       |
| 11. | Green-Tinted Sixties Mind (Minus Guitar Version)                                   |       |
| 12. | Loves Makes You Strong (Minus Bass Version)                                        |       |
| 13. | Daddy, Brother, Lover, Little Boy (The Electric Drill Song) (Minus Bass Version)   |       |

## Membres
- Eric Martin – Chant
- Paul Gilbert – Guitare
- Billy Sheehan – Guitare basse
- Pat Torpey – Batterie

## Charts
Albums - Billboard (États-Unis)
| Année | Chart             | Position |
| ----- | ----------------- | -------- |
| 1991  | The Billboard 200 | 15       |

Singles - Billboard (États-Unis)
| Année | Single                      | Chart                 | Position |
| ----- | --------------------------- | --------------------- | -------- |
| 1991  | "Green-Tinted Sixties Mind" | Chansons de rock      | 33       |
| 1991  | "To Be With You"            | Chansons de rock      | 19       |
| 1991  | "To Be With You"            | The Billboard Hot 100 | 1        |
| 1992  | "Just Take My Heart"        | Chansons de rock      | 18       |
| 1992  | "Just Take My Heart"        | The Billboard Hot 100 | 16       |
| 1992  | "To Be With You"            | Adult Contemporary    | 11       |